# Torre Matemática

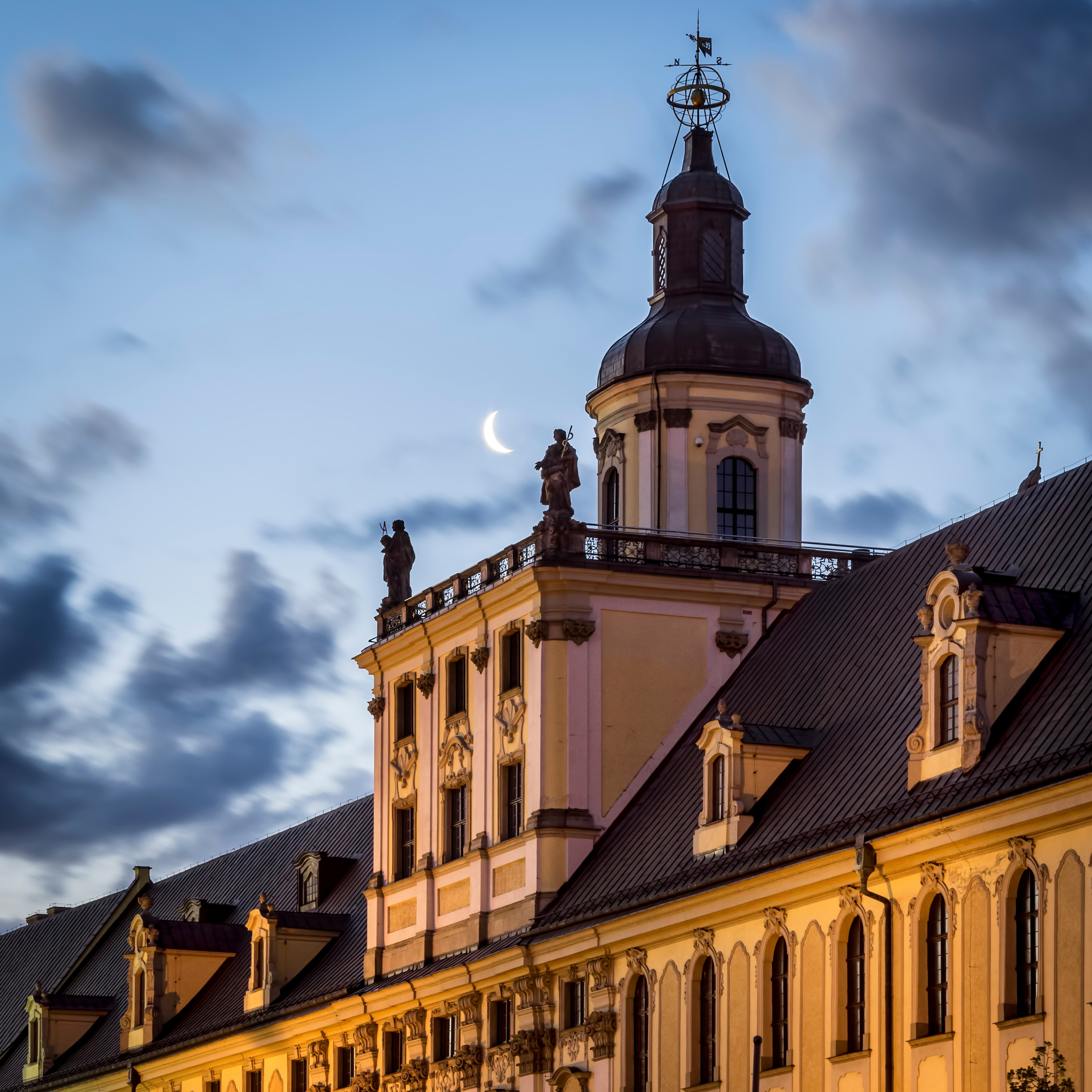
A Torre Matemática no edifício principal da Universidade de Breslávia

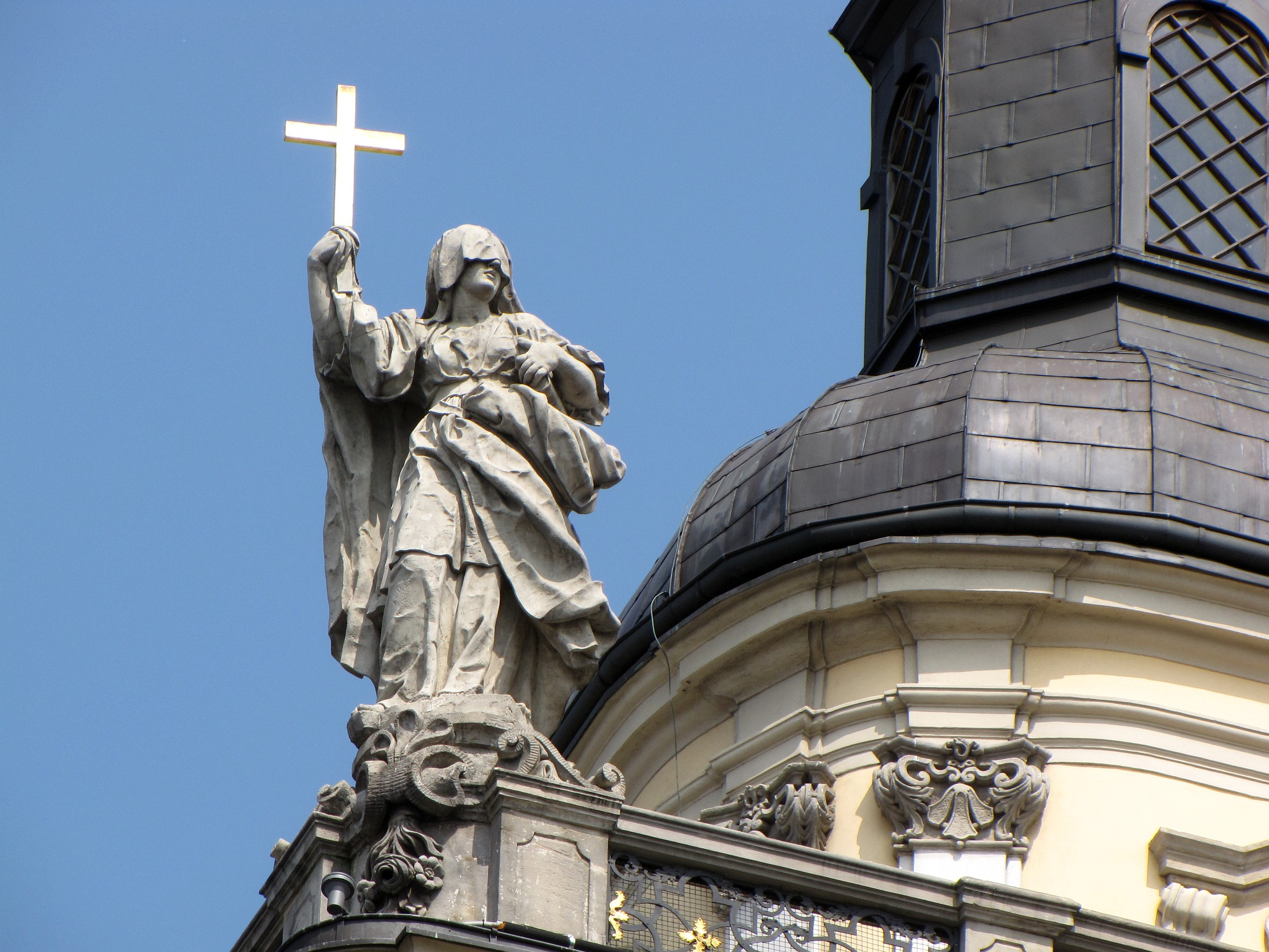
Alegoria da Teologia

A Torre Matemática (em polonês/polaco:  Wieża Matematyczna) é um marco da cidade de Breslávia. Das três torres planejadas do edifício principal barroco da Universidade de Breslávia, esta é a única que foi realizada. Do final do século XVIII ao final do século XIX foi usado como observatório astronômico.

## Histórico da construção
O imperador Leopoldo I fundou o colégio jesuíta Leopoldina em Breslávia em 1702. Em 1728, sob a direção do mestre construtor Johann Blasius Peintner (1673–1732) e provavelmente de acordo com os planos de Christoph Tausch começou a construção de um novo edifício principal com a representativa Aula Leopoldina, um dos maiores salões barrocos da Europa. O edifício deveria ser equipado com três torres, uma torre de relógio central, a Torre Astronômica com observatório na ala leste (ala da farmácia) e a Torre Matemática na ala oeste (ala da faculdade). No entanto, a construção nunca foi concluída, a ala leste não foi construída e das três torres apenas a Matemática foi construída, que hoje domina o edifício. Logo abaixo está a entrada principal, que tem um pórtico de três partes com uma balaustrada aberta e as figuras das quatro virtudes cardinais – uma obra de Johann Albrecht Siegwitz. No interior, a Escadaria Imperial conduz à Torre Matemática, que tem um grande terraço a uma altura de 42 metros abaixo do último andar, em cujos quatro cantos existem esculturas de Franz Joseph Mangoldt de 1733. Eles simbolizam as faculdades de uma universidade medieval: teologia, direito, medicina e artes liberais (filosofia). Isto era apenas um sonho, uma vez que a faculdade naquela época consistia apenas em duas faculdades – a teológica e a filosófica – e uma expansão no século XVIII não era possível. Cada uma das figuras femininas tem três metros de altura e possui os atributos típicos de sua faculdade. A teologia carrega uma cruz e a Bíblia. Seu rosto está parcialmente coberto por um véu, simbolizando a impenetrabilidade dos mistérios da fé. A jurisprudência segura um livro sob a tiara papal em uma mão e uma balança na outra. A alegoria da filosofia em sua conexão com as sete artes liberais é equipada com os atributos da astronomia, o astrolábio, e da geometria, a bússola. A medicina é reconhecida pelo seu bastão de Asclépio.
Em 1790, Longinus Anton Jungnitz (1764–1831) montou um observatório na Torre Matemática, que foi usado por mais de 100 anos. Um gnômon foi instalado no andar superior da torre. Uma linha de 15,40 m de comprimento atravessa o chão da sala na direção norte-sul no meridiano com longitude 17° 2′ 0,4936″. No momento do meio-dia astronômico, a luz solar incide através de um orifício de 3,5 mm na cúpula da sala exatamente nesta linha.
Durante a Segunda Guerra Mundial, a lanterna e o telhado da torre foram destruídos. O edifício inteiro foi queimado, mas foi reconstruído nos anos posteriores a 1945. Em 1992, a Torre Matemática tornou-se parte do recém-fundado Museu Universitário. A maioria dos instrumentos astronômicos transferidos para a Universidade Jaguelônica em Cracóvia em 1956 foram devolvidos a Breslávia após a reconstrução da torre em 2000 e agora estão expostos no Salão Longchamps, no andar térreo do edifício. De novembro de 2013 a janeiro de 2014, a torre foi reformada porque a estrutura do edifício estava em risco devido à infiltração de água da chuva. Desde então, é possível subir novamente até o antigo terraço de observação e o atual terraço de observação.

## História do observatório
O equipamento do observatório com instrumentos astronômicos era inicialmente precário e consistia em telescópios newtonianos, espelhos côncavos, um micrômetro para medir distâncias entre estrelas, um quadrante, uma bomba de ar e alguns equipamentos elétricos. Foi somente na primeira metade do século XIX, após a fusão da Leopoldina com a Viadrina de Frankfurt an der Oder, que equipamentos modernos puderam ser adquiridos. Por exemplo, uma luneta meridiana Dollond de 68 mm e um heliômetro de Fraunhofer de 72 mm. Após a morte de Jungnitz em 1831, o matemático Ernst Scholz tornou-se diretor do observatório, mas seu diretor real era Palm Heinrich Ludwig von Boguslawski, que ocupou o cargo de curador desde 1831 e foi nomeado professor em 1836. Em 1835, ele descobriu um cometa e determinou sua órbita. De 1840 até sua morte em 1851, Boguslawski foi diretor do observatório. Seu sucessor foi Johann Gottfried Galle, que descobriu o planeta Netuno em Berlim em 1846, depois que o matemático francês Urbain Le Verrier calculou a posição do corpo celeste a partir de perturbações orbitais de Urano. Galle reconstruiu a torre e adquiriu novos instrumentos. No entanto, seu trabalho foi cada vez mais interrompido pela localização desfavorável do observatório nos arredores do centro da cidade de Breslávia. Portanto, sob o novo diretor Julius Heinrich Franz, as observações foram transferidas para a ilha Matthias, no rio Óder, em 1897. No final da década de 1920, o diretor Alexander Wilkens mandou construir um novo pavilhão de observação no Parque Szczytnicki.